# Queuña Raymi
Queuña Raymi ist ein von der peruanischen Naturschutzorganisation Asociación Ecosistemas Andinos (ECOAN) 2014 ins Leben gerufener Feiertag für Dorfbewohner, an dem diese die Anden aufforsten. So werden auf der Cordillera Vilcanota jährlich zehntausende Bäume der Gattung Polylepis gepflanzt, die von lokalen Bauern gezogen werden. An den Aktionen beteiligen sich inzwischen 8000 Familien.